# Ulica Walecznych w Lublinie
Ulica Walecznych w Lublinie – jedna z głównych ulic Lublina łącząca Ulicę Podzamcze z ul. Stanisława Węglarza. Wzdłuż ulicy położone są bloki mieszkaniowe, a także domy jednorodzinne, nowy cmentarz żydowski w Lublinie, oraz dwie części cmentarza rzymskokatolickiego, znanego jako cmentarz przy ul. Unickiej. W większości długości ulica jest jednojezdniowa, a na krótkim ostatnim odcinku - dwujezdniowa. W roku 2015 wyremontowano drogę na odcinku od Ulicy Ponikwoda do Ulicy Berberysowej.
Ulica ma długość 1800 m.

## Komunikacja miejska
Ulicą Walecznych kursują następujące linie autobusowe ZTM Lublin.
- od al. Andersa do ul. Ponikwoda: 32.
- od ul. Ponikwoda do końca (Strzembosza): 16.